# جنبش خرمدینان

سرخ جامگان

جنبش سرخ جامگان یا جنبش خرمدینان از جنبش‌های مهم اجتماعی مذهبی پیش و پس از اسلام در ایران بود. پیش از ظهور اسلام و در اواخر عمر شاهنشاهی ساسانی این جنبش با قیام مزدک آغاز شد و پس از اسلام نیز با جنبش جاویدان پور شهرک اواخر قرن دوم هجری قمری (۱۹۲–۲۰۱) بود که بعدها بابک خرمدین معروف به خرمدین رهبری آن را به‌دست گرفت به اوج رسید و بیش از ۲۲ سال ۲۰۱–۲۲۳ هجری قمری برابر با ۸۱۶–۸۳۸ میلادی در ناحیه آذربایجان و مناطق مرکزی ایران علیه نیروهای عرب و خلفای عباسی (علیه ستم عباسیان) جنگید، ولی عاقبت توسط معتصم خلیفه عباسی با نیرنگ به دام افتاد و کشته شد.

## آغاز جنبش خرم دینان
جنبش خرمدینان  با فعالیت های اصلاح طلبانه مزدک در عصر شاهنشاهی ساسانی آغاز گردید و جنبشی بود با اعتقادات برابری خواهانه با تاکید بر جدایی دین از سیاست که علیه نفوذ موبدان زرتشتی در اداره کشور و نیز علیه ساختار سنتی طبقاتی جامعه ساسانی مبارزات گسترده ای را انجام داد. این جنبش در زمان پادشاهی قباد یکم مورد حمایت شخص شاه که قصد کاستن از نفوذ روحانیون را داشت همراه شد و در میان مردمان ایرانشهر نیز پیروان فراوانی یافت. بنا بر روایت فردوسی در شاهنامه پس از گرویدن قباد به آیین مزدک بر تعداد مزدکیان هر روز افزوده شد. با مرگ قباد یکم ، خسرو انوشیروان که شاهزاده ای ضد مزدک بود به پادشاهی رسید و اینچنین بخت مزدکیان در ایرانشهر ساسانی غروب کرد . انوشیروان تعقیب و مجازات ایشان را دستور داد ، مزدک نیز بنا بر روایت سیاست نامه جهت مذاکره صلح به همراه عده ای از پیروانش به دیدار با انوشیروان دعوت شد و در ضیافت شام به تمامی ایشان سم خورانده شده و این گونه خرمدینان در زمان ساسانی تقریبا سرکوب شدند گرچه پیروان مردمی آنان در جای جای ایرانشهر میزیسته اند.

## رهبری بابک و مازیار

تندیس پهلوان دلاور ایرانی بابک خرمدین در شهر بابک آذربایجان

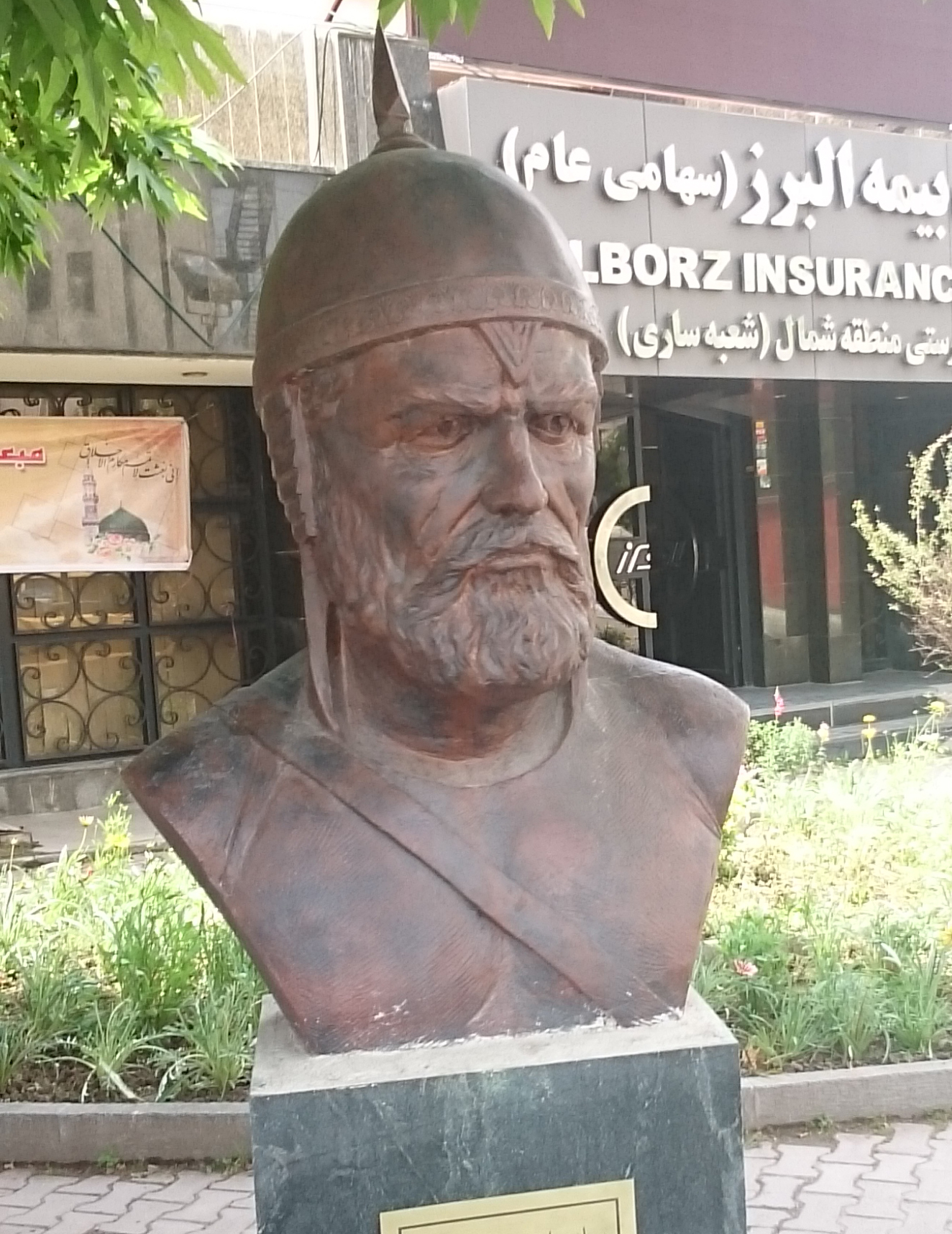
تندیس مازیار در ابتدای خیابان مازیار ساری

جنبش سرخ جامگان تقریباً شبیه جنبش سپیدجامگان بود، منتها با یک تفاوت که بابک رهبر این جنبش بر عکس المقنع، هیچ وقت خودش ادعای پیامبری یا خدایی نکرد و برای جلب توجه پیروانش، نه ماه نخشب از چاه بیرون آورد و نه وسیلهٔ انعکاس نور خورشید به‌عنوان تجلی نور خدا داشت و نه فرصت یافت که خود را به تنور آتش بیفکند که پیروانش بیشتر به بازگشت او اعتقاد پیدا کنند، آن گونه که حکیم هاشم مقنع انجام داد، بلکه اکثریت مردم زحمتکش او را به خاطر مقاومتش در مبارزه، بی‌باکی و دلیری و توانایی معجزه‌آسا و مردم‌داریش، به حد پرستش ستایش می‌کردند و به فرمانش گوش فرا می‌دادند. مطهر بن طاهر مقدسی گر چه یکی از دشمنان سر سخت خرمدینان بود، اما در وصف مرام و مردانگی و نیکو کاری بابکیان چنین نگاشته‌است:
«از ریختن خون جز به هنگامی که علم طغیان برافرازند، خودداری می‌کنند، به پاکیزگی بسیار مقیدند. میل دارند با نرمی و نکوکاری با مردم دیگر آمیزش کنند و اشتراک زنان را با رضایت خود آنان جایز می‌دانند». قابل ذکر است، این نیش زهرآگین آخر جمله مقدسی، منحصر به این تاریخ‌نویس اسلامی نبوده، بلکه آن گونه که انصاف‌پور در نهضت‌های ملی و مذهبی آورده‌است، این سلاح همهٔ تاریخ‌نگاران علیه مخالفان عقیدتی بوده‌است. او می‌گوید:
«در آن روزگاران چون حکام، ولی‌نعمت اهل قلم و روشنفکران بودند و بر زندگانی و روزی دبیران و خبرنویسان و تاریخ نگاران و شاعران غیر آزاد خداوندگاری داشتند؛ هر آنچه از امور مصالح خویش را بر مراد می‌دیدند به آن تقریر می‌کردند چنان‌که دبیران از بیم جان و خانمان نه فقط نمی‌توانستند سخنان شورشگران و مخالفان را منعکس سازند بلکه برای تحکیم موقعیت خود و گاه برای خوشایند خداوندان دولت و ولی‌نعمت خود به توده‌های قیام‌کننده ناسزا هم می‌گفتند و برای‌شان اتهام‌های ناروا و دور از حقیقت وارد می‌کردند و درباره‌شان سخنان خلاف واقع می‌نوشتند».
به هر صورت پس از مرگ جاویدان که در جنگی زخمی شده بود و پیش از فوت به همسرش وصیت نموده بود که روح او در بابک حلول خواهد کرد و او باید بابک را به عنوان جانشینش به مردم معرفی نماید؛ لذا بنا به این وصیت بابک پرچم مبارزه جاویدان را به دست گرفت و همان گونه که گفته شد، بیش از ۲۲ سال علیه خلفای عباسی جنگید.

## خرمدینان در بیزانس
بر اساس منابع یونانی، خانواده نصر به اشراف ایرانی تعلق داشت. نصر تعمید یافت و نام تئوفوبوس (به معنای خداترس) را برگزید. امپراتور حامی او شد، او را به مقام پاتریسین منصوب کرد و او را با خواهر امپراتریس تئودورا ازدواج داد. منابع بیزانسی به‌طور مبهم ادعا می‌کنند که جنگجویان نصر نیز به مسیحیت گرویدند و فرمانی امپراتوری به خرمی‌ها اجازه داد با زنان محلی ازدواج کنند. احتمالاً گرویدن آن‌ها به مسیحیت ظاهری بود، هرچند نسل‌های بعدی آن‌ها مسیحیت را پذیرفتند.
تئوفیلوس از وفاداری خرمی‌ها بهره‌مند شد و آن‌ها را در فهرست پرداخت منظم نظامی قرار داد، که احتمالاً شامل دسترسی به مالکیت زمین نیز می‌شد. جدای از نفرت ادعایی آن‌ها از اعراب، این جنگجویان قدرت عددی ارتش بیزانس را به میزان یک‌ششم افزایش دادند. امپراتور آن‌ها را در یک واحد نظامی منعطف به نام تورمای پارسی سازمان‌دهی کرد و فرماندهی آن‌ها را به نصر-تئوفوبوس سپرد. در تابستان ۸۳۷، تئوفیلوس با حدود ۷۰,۰۰۰ سرباز به شمال‌غرب بین‌النهرین لشکرکشی کرد که در آن تورمای پارسی (رِکایا، ص ۶۴؛ راسر، ص ۲۶۸) نقش برجسته‌ای ایفا کرد. پس از غارت سوزوپترا (زابترا)، ارتش بیزانس به منطقه ملیتنه حمله کرد، اسیران بسیاری گرفت و شهر آرساموساتا را فتح کرد. سپس تئوفیلوس جنوب ارمنستان را غارت کرد، به‌طوری که تئودوسیوپولیس و دیگر شهرها برای جلوگیری از تخریب بیشتر، خراج پرداختند. پس از کسب تسلیم ظاهری ملیتنه، امپراتور و ارتشش به بیزانس بازگشتند.
در سپتامبر ۸۳۷، موج دوم حدود ۱۶,۰۰۰ خرمی از ارتش شکست‌خورده بابک وارد قلمرو بیزانس شدند. این جنگجویان نیز به مسیحیت گرویدند و به تورمای پارسی پیوستند، به‌طوری که این واحد اکنون حدود ۳۰,۰۰۰ سرباز باتجربه را در بر می‌گرفت. اما با وجود این تقویت قابل‌توجه، در ۲۱ ژوئیه ۸۳۸، ارتش تئوفیلوس در نبرد دانزیمون (آنزن) توسط ارتش کوچک‌تر عباسی با حدود ۳۰,۰۰۰ جنگجو به فرماندهی ژنرال ایرانی افشین خیدر بن قاووس (درگذشت ۸۴۱) شکست خورد. منابع یونانی گزارش می‌دهند که بسیاری از خرمی‌ها امپراتور را ترک کردند و ابتدا به آماستریس در دریای سیاه و سپس به سینوپ در منطقه آرمنیاکون گریختند. با این حال، این منابع درباره اینکه آیا نصر-تئوفوبوس یا افسر یونانی و متهم به دوجانبه‌بازی مانوئل جان تئوفیلوس را در میدان نبرد نجات داد، مبهم هستند. شکست بیزانس فتح آموریوم توسط معتصم در اوت ۸۳۸ را تسهیل کرد و هرج‌ومرج را در آسیای صغیر بیزانس به دنبال داشت.
منابع یونانی استدلال می‌کنند که خرمی‌ها از انتقام امپراتور می‌ترسیدند و به همین دلیل نصر-تئوفوبوس را به‌عنوان امپراتور جدید بیزانس اعلام کردند، هرچند احتمالاً او را در سینوپ بر اساس سنت ساسانی پیش از اسلام تاج‌گذاری کردند. نقش نصر-تئوفوبوس در این شورش و دلایل او مبهم است. او یک سال در سینوپ ماند، در حالی که خرمی‌ها منطقه آرمنیاکون را تحت کنترل داشتند. بر اساس منابع یونانی، در تابستان ۸۳۹، نصر-تئوفوبوس مخفیانه با تئوفیلوس مذاکره کرد و عفو کامل برای خرمی‌ها را تضمین نمود. اگرچه امپراتور تورمای پارسی را بازسازی کرد و واحدهای ۲,۰۰۰ نفره را در چندین منطقه پراکنده ساخت، اما فرماندهی برخی واحدها را دوباره به نصر-تئوفوبوس سپرد که او نیز به‌عنوان ژنرال برجسته ارتش امپراتور به کار خود ادامه داد. در حالی که تجزیه تورمای پارسی انعطاف‌پذیری بیشتری به ارتش بیزانس بخشید، وحدت خرمی‌ها را تضعیف کرد، اما با این حال آن‌ها را با موفقیت در دفاع از مرزهای شرقی بیزانس علیه تهاجمات عباسی به کار گرفت. برای دهه‌ها، خرمی‌ها به دلیل این اهمیت استراتژیک ارزشمند بودند که در منابع یونانی به نفرت آن‌ها از عباسیان مرتبط شده است.
منابع یونانی و عربی اطلاعات متناقضی درباره پایان زندگی نصر-تئوفوبوس ارائه می‌دهند، هرچند سنت غنی‌تر بیزانسی قانع‌کننده‌تر به نظر می‌رسد. بر اساس تاریخ‌نگاری اسلامی، این ایرانی تازه‌مسیحی بین سال‌های ۸۳۹ و ۸۴۰ در میدان نبرد درگذشت. منابع یونانی گزارش می‌دهند که این ژنرال خود را با مخالفان شمایل‌پرست همسو کرد، به‌طوری که در سال ۸۴۲ امپراتور در حال مرگ با وجود ضعف، انرژی لازم را برای اعدام ژنرالش به جرم خیانت جمع کرد. در یک تصویر از نسخه خطی اسکایلیتزس، تئوفیلوس بر بستر مرگ دراز کشیده است، در حالی که سر نصر-تئوفوبوس را دریافت می‌کند.

## سرانجام جنبش
معتصم، خلیفهٔ اسلام، موفق شد با اهدای پول زیاد و مقام به افشین، شاهزاده اشروسنه (منطقه‌ای در تاجیکستان کنونی)، بابک را با نیرنگ به دام بیندازد و او را در بغداد به قتل برساند. خواجه نظام الملک وزیر سلجوقیان در کتاب سیاستنامه خود آورده‌است: «چون چشم معتصم بر بابک افتاد، گفت: «ای سگ، چرا فتنه در جهان انگیختی و چرا چندین هزار مسلمان بکشتی؟» هیچ جواب نداد. فرمود تا هر چهار دست و پایش ببرند. چون یک دست ببریدند، دست دیگر در خون زد و در روی مالید و همه روی را از خون سرخ کرد. معتصم گفت: «ای سگ، باز این چه علم است؟» گفت: «در این حکمتی است.» گفتند: «آخر بگوی، چه حکمتی است؟» گفت: «شما هر دو دست و پای من بخواهید بریدن، و گونهٔ مردم از خون سرخ باشد، و چون خون از تن برود، روی زرد شود. … من روی خویش به خون سرخ کردم تا چون خون از تنم بیرون شود، نگویند که از بیم و ترس رویش زرد شد». خواجه نظام الملک در ادامه می‌گوید: معتصم را سه فتح برآمد که هر سه قوت اسلام بود؛ یکی فتح روم، دوم فتح بابک و سوم فتح مازیار در طبرستان، که اگر از این سه فتح یکی بر نیامده بودی اسلام شده (رفته) بود.

## جنبش‌های هم‌دوره
قابل ذکر است که جنبش سرخ عَلَمان به رهبری مازیار بن قارن در یک برهه از زمان در شرق و غرب ایران با بابکیان هم عصر بوده‌اند. دو سال پس از شکست بابک، مازیار بن قارن نیز گرفتار آمد و او را در زیر تازیانه کشتند، زیرا انکار کرد که با افشین مکاتبه داشته‌است. خلیفه جسد مازیار را هم در کنار پیکر خشکیدهٔ هم‌رزمش بابک به دار آویخت. دیری نپایید که جسد افشین نیز به آنان پیوست. خرمدینان نیز همانند پیشینیان خود به تناسخ روح قائل بودند و گویا مرام مزدکی داشتند. شهرستانی در این باره می‌گوید:(۱۵) «پیروان ابومسلم و مبیضه (سپیدجامگان) نیز از خرمدینان بودند. خود عنوان خرمدینی نشان می‌دهد که باید حتی در دوران ساسانی مانند تراکیب «بهدینی» (کیش زرتشتی) و «درست دینی» (کیش مزدکی) ایجاد شده باشد». در هر حال ابن الندیم در الفهرست نیز مزدکی بودن خرمدینان را تأیید می‌کند و می‌نویسد: «خرمدینان که به سرخ جامگان شهرت دارند از پیروان مزدک هستند و در آذربایجان، ری، ارمنستان، دیلم، همدان و دینور (مرکز ولایت شرقی کردستان آن روزی) پراکنده‌اند».
مسعودی تاریخ‌نویس قرون وسطا در رابطه با پیروان خرمدینی در زمان خود می‌نویسد: «اکنون به سال ۳۳۲ هجری بیشتر خرمیان از فرق کردکیه و لودشاهیه هستند و این دو فرقه از همهٔ خرمیان معتبر ترند».

## ایران پس از جنبش خرمدینان
از شکست بابک خرمدین تا سال ۲۵۴ هجری قمری جنبش‌های دیگر در برابر خلفا فراگیر نبودند. از این سال بود که انقلاب سازمان یافتهٔ بردگان به رهبری علی بن محمدرازی زنگی یار (صاحب الزنج) که به زنگی یاران شهرت یافت و تا سال ۲۷۰ هجری قمری دوام آورد و یک دولت نیز در جنوب غربی ایران تشکیل داد، زمینه را برای ضعف خلفا و پایان حاکمیت اعراب در ایران آماده نمود. 
افزون بر این در کتب تاریخی و از جمله تاریخ طبری گاه می‌بینیم که: «علی بن آبان» سپهدار نامدار و بزرگ زنگی یاران، از بحرین و یمامه به سوی ری سپاه می‌برد، به دولت بردگان زنگی یار خراج می‌دادند یا علی بن محمد زنگی یار پیشوای بردگان از آنان می‌خواست که در منبرها به نام او خطبه بخوانند. (۱۷) این نکات که در لابلای تاریخ دیده می‌شود، ن. خواجه نظام الملک زنگی یاران را نیز به مزدکی و بابکی بودن متهم می‌کند. (۱۸) زنگی یاران در مدت ۱۵ سال صدو پنجاه و شش بار با سپاهیان خلیفه نبرد کردند که در نبردهای آخرین در سال ۲۷۰ هجری قمری شکست بدی خوردند و با تسخیر مختاریه، پایتخت زنگی یاران توسط سپاهیان خلیفه، حکومت آنان برچیده شد. اگرچه زنگی یاران و همهٔ بردگان و مردم ستم دیدهٔ دیگر، از ظهور قریب‌الوقوع قرمطیان به سال ۲۸۷ هجری آگاهی نداشتند؛ ولی باز همچنان به ظهور نهضتی دیگر امیدوار مانده و چشم به آینده دوختند.

## دلیل ناکامی جنبش
یکی از دلایل شکست این جنبش‌ها نداشتن اتحاد بوده‌است. طبری تاریخ‌نگار قرون وسطا خبری دارد حاکی از این که حمدان قرمط بنیان‌گذار قرمطیان که در سال‌های ۲۵۰–۲۷۰ هجری سالار صدهزار شمشیردار بوده و از علی بن محمد زنگی یار دعوت می‌کند که برای مبارزه با دشمن واحد خود در یک جبهه متحد شوند جواب موافق نمی‌گیرد.